# Berger (Missouri)
Berger è un comune degli Stati Uniti d'America, situato nello Stato del Missouri, nella contea di Franklin.